# 828 Lindemannia
828 Lindemannia
828 Lindemannia là một tiểu hành tinh ở vành đai chính. Nó được Johann Palisa phát hiện ngày 29.8.1916 ở Viên, và được đặt theo tên Adolph Friedrich Lindemann, nhà thiên văn học nghiệp dư người Anh gốc Đức, người sáng chế ra tĩnh điện kế (electrometer).